# 柄崎孝
柄崎 孝（つかざき たかし、1951年11月24日 - ）は、中央競馬（JRA）・美浦トレーニングセンター北に所属していた元調教師。父は元調教師の柄崎義信、息子に元騎手で調教師の柄崎将寿、義弟に調教師の的場均、甥に騎手の的場勇人。

## 来歴
千葉県出身。騎手になりたかったが、体が大きくなり断念したという。1976年、父である中山・柄崎義信厩舎で調教助手となる。
1986年に調教師試験に合格、翌年1987年に開業。
1987年3月7日、中京第1競走をイチエイガバナーで勝利し、厩舎初出走初勝利。
1988年、京成杯3歳ステークスをドクタースパートで勝利し、重賞初制覇。翌年1989年、皐月賞を同馬で勝利しGI初制覇。
2022年2月28日付けで定年のため、調教師を引退した。活躍馬は道悪に強い馬が多かった。

## 調教師成績
|                | 日付           | 競馬場・開催  | 競走名          | 馬名             | 頭数 | 人気 | 着順 |
| -------------- | -------------- | ------------- | --------------- | ---------------- | ---- | ---- | ---- |
| 初出走・初勝利 | 1987年3月7日   | 1回中京1日1R  | アラブ4歳未勝利 | イチエイガバナー | 12頭 | 3    | 1着  |
| 重賞・GI初出走 | 1988年5月15日  | 4回東京8日10R | 安田記念        | サクセスオオザ   | 12頭 | 12   | 11着 |
| 重賞初勝利     | 1988年11月13日 | 7回東京4日11R | 京成杯3歳S      | ドクタースパート | 8頭  | 2    | 1着  |
| GI初勝利       | 1989年4月16日  | 3回中山8日10R | 皐月賞          | ドクタースパート | 20頭 | 3    | 1着  |

### 主な管理馬
※太字はGI・JpnI競走を示す。
- ドクタースパート（1988年京成杯3歳ステークス、1989年皐月賞、1990年ステイヤーズステークス）
- トーワトリプル（1989年NHK杯、1990年日経新春杯）
- リストレーション（1991年牝馬東京タイムズ杯）
- ホマレオーカン（1993年愛知杯）
- ゴールデンアイ（1993年函館記念、1995年東京新聞杯）
- インターライナー（1995年日経賞）

## 主な厩舎所属者
※太字は門下生。括弧内は厩舎所属期間と所属中の職分。
- 田中剛（2009年 - 2010年、調教助手）